# Kraussaria
Kraussaria is een geslacht van rechtvleugeligen uit de familie veldsprinkhanen (Acrididae). De wetenschappelijke naam van dit geslacht is voor het eerst geldig gepubliceerd in 1923 door Uvarov.

## Soorten
Het geslacht Kraussaria omvat de volgende soorten:
- Kraussaria angulifera Krauss, 1877
- Kraussaria corallinipes Karsch, 1896
- Kraussaria deckeni Kevan, 1955
- Kraussaria dius Karsch, 1896
- Kraussaria prasina Walker, 1870